# 札幌オリンピック (映画)
『札幌オリンピック』（さっぽろオリンピック）は、1972年に製作・公開された記録映画。

## スタッフ
基本情報に含まれていないスタッフ、関係機関は以下の通り。
- 企画：財団法人札幌オリンピック冬季大会組織委員会
- 総プロデューサー：田口助太郎
- 製作担当プロデューサー：釜原武
- 総務担当プロデューサー：天藤明
- 技術担当プロデューサー：草壁久四郎
- 顧問：川本信正

## 概要
1972年2月3日から11日間に渡って開催された1972年札幌オリンピックの記録映画。文部省特選。東宝株式会社40周年記念作品。2005年4月にDVD化されている。
スキージャンプ（70メートル級=現在のノーマルヒル）で金メダルを獲得した笠谷幸生等の勝者の記録のみならず、女子フィギュアスケートで銅メダルに終わりながらも高い人気を獲得したジャネット・リンの演技を長く収録するといった多彩な構成になっている。
撮影スタッフ275名が、52台のカメラ / 71本のレンズ / 142,645メートル（映写時間87時間分）のフィルムを駆使して撮影した。このフィルムを編集するため、スタッフは全フィルムを最低3回は見た。パンフレットの解説によれば、この作業そのものが耐久レースの様なものだった。